# Gárdony
Gárdony je mesto na Madžarskem, ki upravno spada pod Gárdonyi|podregijo |Gárdonyi Županije Fejér.